# Baccharis angustior
Baccharis angustior là một loài thực vật có hoa trong họ Cúc. Loài này được (DC.) Britton mô tả khoa học đầu tiên.